# Nasila Onjiko
Nasila Onjiko (Sinyanza, 22 dicembre 1969) è un'ex cestista keniota.

## Carriera
Con il Kenya ha disputato i Campionati mondiali del 1994.